# 펜들턴법
펜들턴법 혹은 공식 명칭인 펜들턴 공무원제도 개혁 법안(Pendleton Civil Service Reform Act)은 미국 공무원을 뽑는 관료제의 형태를 새롭게 바꾼 법이다.
이전까지는 당선된 정치인들이 자신의 후원자에게 관직을 제공하는 엽관제 형태로 미국의 공무원을 충원했다. 따라서 공무원들의 부정부패가 만연했다.
그러나 1881년 가필드를 지지하면 외교직을 보장받는 약속을 했다며 이 약속이 지켜지지 않자 살해한, 찰스키트리는 청년이 일으킨 사건으로 인해 미국 사회는 공무원제도 변화의 필요성을 느꼈다. 이로 인해 1883년 펜들턴법이 제정되었다.
펜들턴법은 엽관제에서 실적제로 바뀌는 형태를 의미한다. 또, 연방공무원들을 '시험제도'로 충원한다. 정치적인 이유로 공무원을 해고할 수 없다. 또한 공무위원회가 창설되었다.